# Longraye
Longraye ist eine Ortschaft und eine ehemalige französische Gemeinde mit 196 Einwohnern (Stand: 1. Januar 2022) im Département Calvados in der Region Normandie. Sie gehörte zum Arrondissement Vire.
Mit Wirkung vom 1. Januar 2017 wurden die früheren Gemeinden Anctoville, Longraye, Saint-Germain-d’Ectot und Torteval-Quesnay zu  einer Commune nouvelle mit dem Namen Aurseulles zusammengelegt und haben in der neuen Gemeinde den Status einer Commune déléguée. Der Verwaltungssitz befindet sich im Ort Anctoville. Außerdem wurde auch den im Jahre 1973 mit Anctoville als Commune associée verbundenen früheren Gemeinden Feuguerolles-sur-Seulles, Orbois und Sermentot der Status einer Commune déléguée in der neuen Gemeinde zuerkannt.
Bereits am 1. Dezember 1972 fusionierten Hottot-les-Bagues und Longraye zur Gemeinde Hottot-Longraye. Zu Beginn des Jahres 1983 wurde der Zusammenschluss wieder aufgehoben. 

## Lage
Longraye grenzte im Nordosten an Juaye-Mondaye, im Osten an Lingèvres, im Südosten an Hottot-les-Bagues, im Südwesten und Westen an Torteval-Quesnay und im Nordwesten an Trungy.

## Bevölkerungsentwicklung
| Einwohner                  | 212 | 218 | 225 | 237 | 206 | 231 | 238 | 242 | 241 | 237 |
| Quellen: Cassini und INSEE |     |     |     |     |     |     |     |     |     |     |

## Sehenswürdigkeiten
- Kirche Saint-Pierre, Monument historique

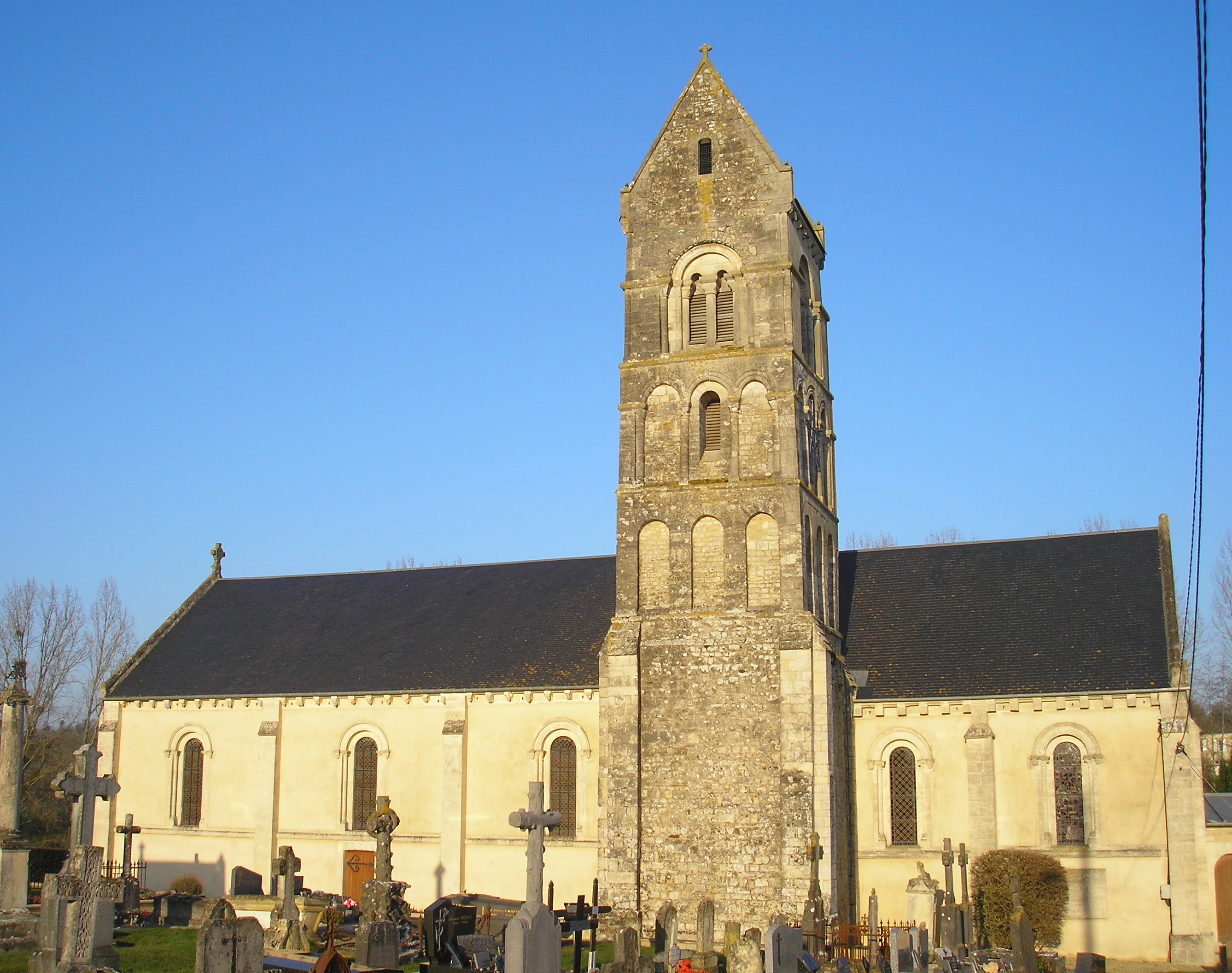
Kirche Saint-Pierre